# Portrait du Père Hortensio Félix de Paravicino
Le Portrait du Père Hortensio Félix de Paravicino, est une huile sur toile (112 cm x 86 cm) du Greco datant de 1609 qui se trouve aux États-Unis, au Museum of Fine Arts de Boston. 

## Description et histoire
Ce portrait montre le père trinitaire Hortensio Félix Paravicino, âgé de vingt-neuf ans, la courte barbe brune, vêtu de son habit religieux blanc avec la croix trinitaire rouge et bleue sur la poitrine et un grand manteau noir ; il est assis sur un fauteuil droit de bois, recouvert de cuir noir, le regard droit et pétillant d'intelligence face au spectateur. Il tient sur l'accoudoir gauche deux livres, le plus petit étant marqué de son majeur en son milieu, le plus grand étant un missel.  Ce fut un grand ami du Greco et un poète lettré fameux de la Renaissance espagnole.
Ce tableau a été vendu en 1724 au duc d'Arcos. Il a été acquis en 1904 par le musée des beaux-arts de Boston.

## Expositions

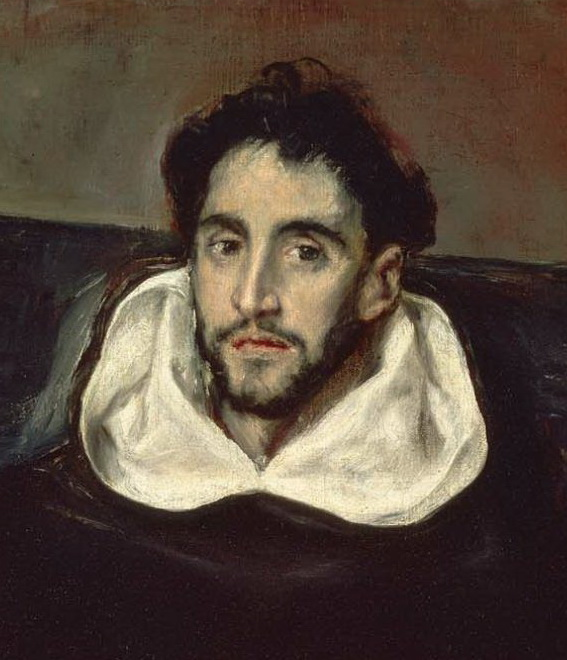
Détail du tableau.

Cette œuvre est présentée au public à l'exposition du Grand Palais de Paris, du 16 octobre 2019 au 10 février 2020.